# Croce Rossa del Kenya

il simbolo della Croce Rossa

La Società Keniota della Croce Rossa è la società nazionale di Croce Rossa della Repubblica del Kenya, stato dell'Africa orientale. La sede si trova nella capitale Nairobi.

## Denominazione ufficiale
- Kenya Red Cross Society (KRCS), in lingua inglese, idioma ufficiale e maggiormente parlato nel Kenya, è la lingua utilizzata anche per la corrispondenza estera dell'associazione[1];
- Msalaba Mwekundu la Kenya, in lingua swahili, secondo idioma ufficiale del Kenya;

## Attività
La Croce Rossa del Kenya è uno dei membri del Rome Consensus per la lotta alla tossicodipendenza.